# Joseph Gehot
Joseph Gehot, również Jean Baudoin (ur. 8 kwietnia 1756 w Brukseli, zm. około 1820 w Stanach Zjednoczonych) – belgijski kompozytor i skrzypek.

## Życiorys
Uczył się u Pierre’a van Maledere i Henri-Jacquesa de Croes. Koncertował jako skrzypek, początkowo we Francji i Niemczech, około 1780 roku osiadł w Londynie. Tam w latach 1787–1789 wystawił w Royal Grove i Royal Circus kilka dzieł scenicznych. W 1791 roku przypuszczalnie grał w orkiestrze Josepha Haydna podczas jego wizyty w Londynie. W 1792 roku wyemigrował do Stanów Zjednoczonych. Na początku grał w Nowym Jorku, później osiedlił się w Filadelfii, gdzie dyrygował City Concerts i występował jako skrzypek w New Theatre. W Ameryce nie zdołał jednak odnieść większego sukcesu, zmarł w biedzie.
Skomponował m.in. Ouverture in Twelve Movements, Expressive of a Voyage from England to America (1792, zaginione), 17 kwartetów smyczkowych, 12 triów smyczkowych, 6 duetów na dwoje skrzypiec, 24 Military Pieces na 2 klarnety, 2 rogi i fagot. Znaczna część jego kompozycji nie zachowała się. Był autorem prac teoretycznych A Treatise on the Theory and Practice of Music together with Scales of Every Musical Instrument (Londyn 1784), The Art of Bowing the Violin (Londyn 1790) i Complete Instruction for Every Musical Instrument (Londyn 1790).